# Jim Grobe
Jim Grobe (Huntington, Nyugat-Virginia, 1952. február 17. –) amerikai egyetemi vezetőedző. 2007 szeptemberében a hetedik szezonját kezdi a Wake Forest Demon Deaconsnál. Mielőtt a Wake Foresthez ment, edzősködött az Ohio Bobcatsnél 1995 és 2000 között, ahol 33-33-1-s mérleget ért el. Az örökmérlege 50% körül mozog. Legjobb eredménye az ohioi csapattal az 1997-es 8-3-as győzelem/vereség mutató volt. 2006. november 28-án egyhangúlag megválasztották, a 2006 ACC Év edzőjének. 2006. december 20-án pedig az Újságírók Szövetségének szavazását is megnyerte, 65-ből 39 voksot kapva előzte meg a Rutgers Egyetem Scarlet Knights edzőjét, Greg Schianot.

## Egyetemi karrier
Szülővárosától, a West Virginia államban található Huntingtontól nem messze, a Virginia Egyetemen szerzett BSc-s diplomát 1975-ben. Három évvel később a Mester (Msc) szakot is elvégezte. Tanulmányai alatt amerikai focizott a Virginia csapatában, a Virginia Cavaliersnél, egy évig guard, egy évig pedig linebacker poszton. Egyszer az Év ACC csapatába nevezték.
Mielőtt beiratkozott volna a VU-ba, Grobe két idényt töltött a Ferrum Főiskolán (Junior College, az ottani ötöd- és hatodév), ahol linebackerként igazán jól megállta a helyét a később veretlen bajnokcsapatban. Több elismeréssel is jutalmazták, legutóbb, 2002 őszén a Ferrum Főiskola beválasztotta Hírességei Csarnokába.

## 2006-os idény
A 2006-os év volt Jim Grobe számára karrierjének csúcspontja. A Wake Foresttel iskolai rekordot elérve, 11 győzelmet arattak, többek között 6-0-s idegenbeli mérleget produkálva. A WF az ACC Konferencia Bajnoki Döntőjét is megnyerte, 9-6-ra legyőzve a Georgia Tech Yellow Jackets-t. A Démoni Diakónusok ezzel történetük során először harcoltak ki BCS Bowl szereplést, utuk mindjárt a rangos Orange Bowlba vezetett, ahol a Louisville Cardinals ellen játszhattak (ott sajnos vereséget szenvedtek). Grobe megkapta az ACC Év Edzője díjat, ezzel az egyetem történetének mindössze a 6., ezt az elismerést begyűjtő főedzője lett. Emellett még számos fórumon, díjátadón jutalmazták. 2007. február 27-én a Wake Forest érdemei elismeréseként 10 évvel meghosszabbította szerződését.

## Családi élet
Grobenak és feleségének, Hollynak, két gyereke van (Matt és Ben), és két unokája.

## További hivatkozások
- WakeForestSports.com's Jim Grobe Page
- Grobe Wins AP Coach of the Year